# Probolomyrmex okinawensis
Probolomyrmex okinawensis es una especie de hormiga del género Probolomyrmex, tribu Probolomyrmecini, familia Formicidae. Fue descrita científicamente por Terayama & Ogata en 1988.
Se distribuye por Japón, en la isla de Okinawa.